# Arcata
Arcata is een plaats in Humboldt County in Californië in de VS. Op politiek vlak was het de eerste plaats in de VS waar de Green Party een meerderheid haalde in de gemeenteraad. Verder is deze plaats liberaal ingesteld. In Arcata staan ook nog veel bouwwerken in Victoriaanse stijl, een overblijfsel van de Amerikaanse Goldrush. Vele hiervan zijn gerestaureerd, waaronder ook een bioscoop. Die is nu de oudste, nog steeds in bedrijf zijnde bioscoop in de Verenigde Staten. Arcata is ook de thuishaven van basketbalploeg de Arcata Crabs. Deze semiprofessionele ploeg is de langst aan één stuk door actieve basketbalploeg van de VS.

## Geschiedenis
De indianenstammen Wiyot en Yurok zijn de meest zuidwestelijke stammen waarvan hun talen Algische roots hebben. Het oorspronkelijk gebied van de Wiyot was verspreid van de Mad River in het noorden, via de Humboldt Bay (ook de huidige steden Eureka en Arcata behoorden tot hun gebied) tot de Eel River in het zuiden. De Yurok leefden oorspronkelijk van de Mad River tot de Klamath River in het noorden.
Arcata werd gesticht als de Company Town of Union (de naam werd pas in 1860 veranderd in Arcata). De eerste stad in Humboldt County ontstond toen werknemers van de Union Company de eerste straten aanlegden in de lente van 1850. Samen met de oorspronkelijk veel kleinere stad Eureka vormde deze stad de basis voor de goudmijnindustrie die zich toen ten oosten van de Klamath-, Trinity- en Salmon-rivieren bevond.

## Geografie en klimaat
De totale oppervlakte bedraagt 28,6 km² (11,0 mijl²) waarvan 4,8 km² (1,9 mijl²) of 16,76% water is. Het klimaat in Arcata: zie

## Demografie
Volgens de census van 2000 bedroeg de bevolkingsdichtheid 699,6/km² (1812,1/mijl²) en bedroeg het totale bevolkingsaantal 16.651, als volgt onderverdeeld naar etniciteit:
- 84,51% blanken.
- 1,56% zwarten of Afrikaanse Amerikanen.
- 2,65% inheemse Amerikanen.
- 2,27% Aziaten.
- 0,20% mensen afkomstig van eilanden in de Grote Oceaan.
- 5,31% twee of meer rassen.
- 7,22% Spaans of Latino.
- 3,49% andere etnische groepen.

Er waren 7051 gezinnen en 2813 families in Arcata. De gemiddelde gezinsgrootte bedroeg 2,16.

## Cultuur

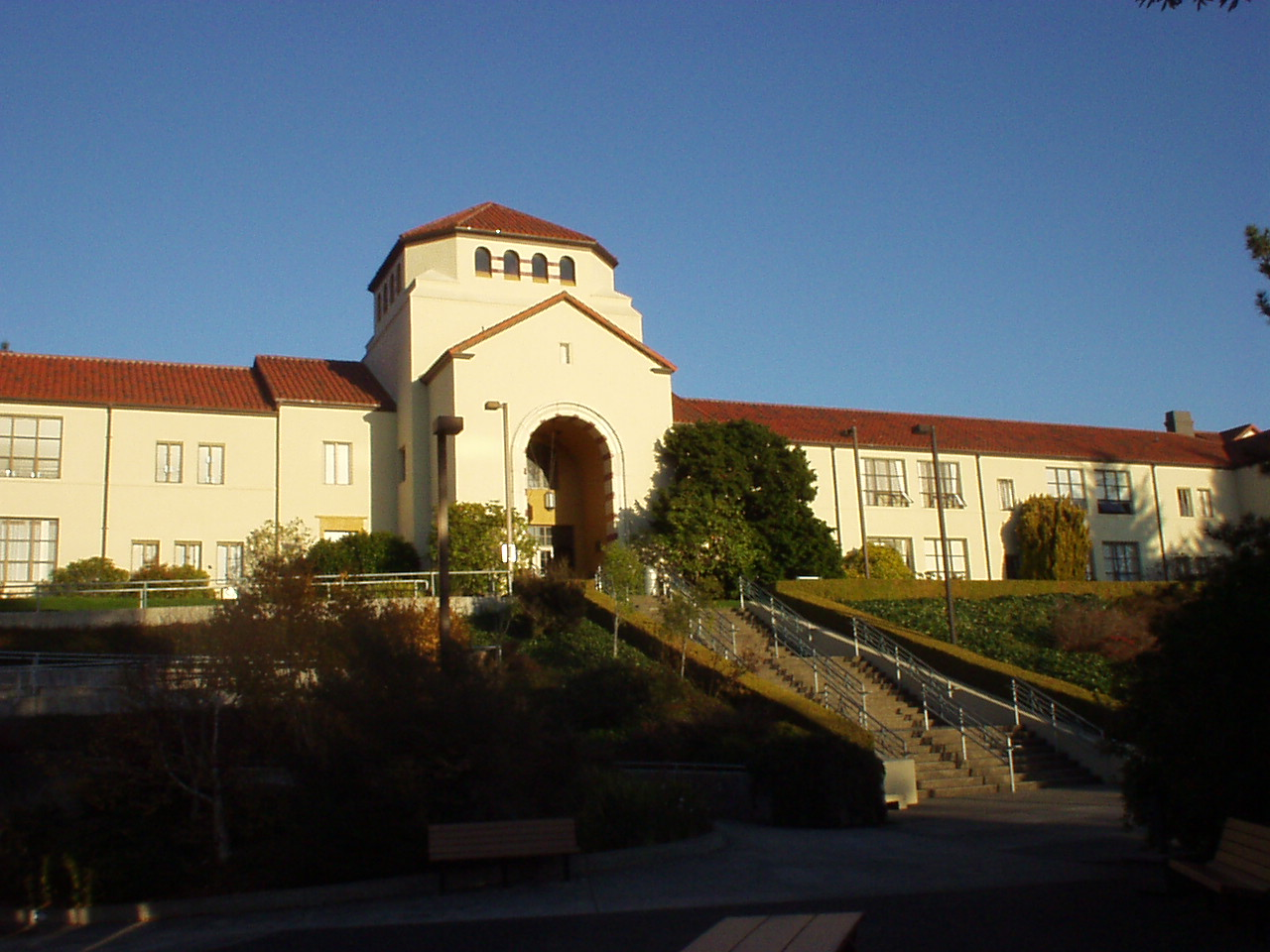
Founder's Hall van de Humboldt State University

In Arcata bevindt zich de Humboldt State University (Cal Poly Humboldt). Deze universiteit maakt deel uit van het California State University-systeem. Het aantal studenten bedraagt een derde van de totale bevolking. Hierdoor kan Arcata zich een typische studentenstad noemen. Dit heeft voordelen, maar er zijn ook spanningen tussen studenten en de inwoners.
In 2002 waren er 8.210 werklozen in de stad. De meerderheid van de bevolking werkt voor de regering, de universiteit of in de landbouw, bosbouw of visserij. Toch zijn gedurende volgens velen de laatste zes jaar de tewerkstellingsmogelijkheden gedaald.
In Arcata wonen ook veel dakloze mensen. Het aantal daklozen ligt boven het gemiddelde. Veel van deze mensen verblijven in illegale verblijfplaatsen in het Arcata Community Forest. Dit bevindt zich op wandelafstand van het Arcata Food Endeavor.
De meest gelezen krant in Arcata is het regionale Northcoast Journal. Deze krant is gratis en wekelijks worden er meer dan 21.000 exemplaren van verdeeld. Van de Arcata Eye worden wekelijks ongeveer 5.000 exemplaren gelezen. In Arcata wordt ook een studentenkrant uitgegeven: The Lumberjack.
Arcata is ook bekend in wetenschappelijke kringen. Het rioleringssysteem, the Arcata Marsh, werd opgestart in 1979. Dit systeem verwerkt het afvalwater van Arcata op een natuurlijke manier. Dit systeem kreeg de Innovations in Government Award die wordt gegeven door de Ford Foundation/Harvard University Kennedy School of Government. Ondanks het feit dat er zich een open riool bevindt, is er geen geuroverlast. Het is zelfs een populaire bestemming voor joggers en fietsers.

## Plaatsen in de nabije omgeving
De onderstaande figuur toont nabijgelegen plaatsen in een straal van 16 km rond Arcata.